# Doorgaand verkeer

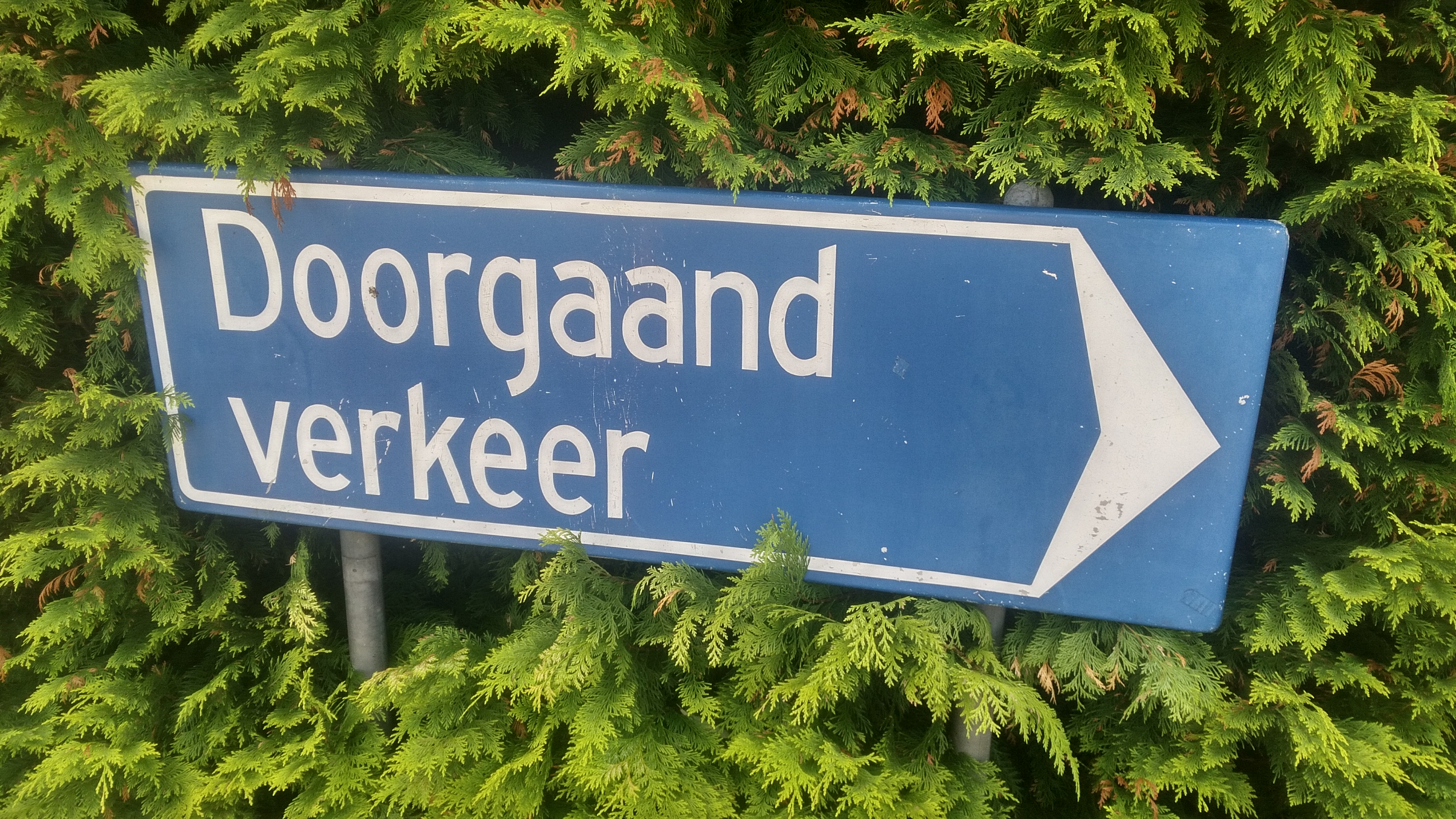
Bord dat de route voor doorgaand verkeer aangeeft.

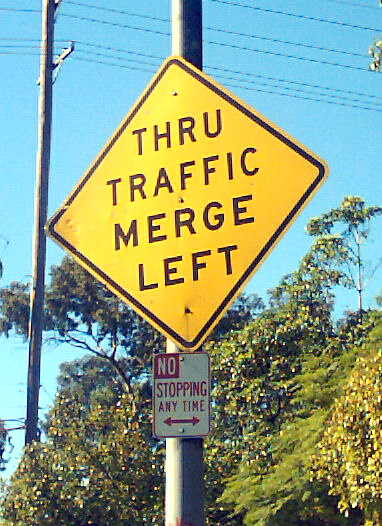
Doorgaand verkeersbord in de Verenigde Staten

Doorgaand verkeer is verkeer dat het gebied waar het zich bevindt niet als reisdoel noch als startpunt heeft. Op plekken waar de richting van het doorgaand verkeer niet vanzelfsprekend is kan dit worden aangegeven met een verkeersbord met het opschrift Doorgaand verkeer. In Nederland worden voor het gemotoriseerde verkeer blauwe borden met witte letters en tekens gebruikt en voor fietsers witte borden met rode letters en tekens. Bij deze laatste wordt ook een fiets afgebeeld.

## Gemotoriseerd verkeer
Doorgaand verkeer door een dorp of stad maakt meestal gebruik van een daartoe aangewezen verbindingsweg (ook wel doorgaande weg genoemd). Deze weg wordt dan in Nederland aangegeven door een verkeersbord met het opschrift Doorgaand verkeer. Deze borden hebben het nummer BW100-L (voor linksaf) of BW100-R (voor rechtsaf) volgens de Nederlandse wetgeving.